# Véroncle
Le (ou la) Véroncle est un cours d'eau de Vaucluse situé sur le flanc sud des monts de Vaucluse, sur les communes de Gordes et de Murs, qui se jette dans le Carlet.

## Géographie
La longueur de son cours d'eau est de 11,9 km.
C'est aussi un sous-affluent du Rhône par le Carlet, l'Imergue, le Coulon et la Durance.

### L'aménagement
Entre 1546 et 1584, Aymar d’Astouaud fit édifier au débouché de la combe de Véroncle, un barrage de 132 m destiné à fermer le lit du ruisseau. Cet ouvrage, désigné sous le nom de Barrage des Étangs, et dont d’importants vestiges subsistent aujourd’hui, formait un petit étang de pêche en contrebas du village et permettait d’alimenter en eau les dix moulins en aval, le long du ruisseau.
Ces moulins, dont quatre sont situés sur le terroir de Murs ont été bâtis dans la seconde moitié du XVIe siècle et fonctionnèrent jusqu’à la fin du XIXe siècle.
On trouve d’amont en aval :
- Le moulin des Étangs (Murs)
- Le moulin du Dévissé (Murs)
- Le moulin de la Charlesse (Murs)
- Le moulin du Puits de Cata (Murs)
- Le moulin Jean de Marre I (Gordes)
- Le moulin Jean de Marre II (Gordes)
- Le moulin Cabrier (Gordes)
- Le moulin des Grailles I (Gordes)
- Le moulin des Grailles II (Gordes)
- Le moulin des Cortasses (Gordes).

Les deux moulins les plus en amont, les moulins des Étangs et du Dévissé ont respectivement été construits en 1581 et en 1573. Il s’agit de moulins à céréales bâtis sur le même plan. Un canon (ou gourgareu) dont le vestige le mieux conservé se trouve dans le moulin du Puits de Cata, permettait d’acheminer l’eau du ruisseau jusqu’à un rodet qui, en tournant, mettait en mouvement la meule courante, produisant ainsi de la farine qui était acheminée grâce au chemin muletier serpentant au fond de la combe.
Les meules sont encore visibles dans de nombreux moulins, notamment dans le moulin du Dévissé.
Contrairement aux moulins de Gordes qui appartenaient à des particuliers, les quatre moulins de Murs étaient la propriété du seigneur.
Le dernier moulin cessa de fonctionner en 1910. Plusieurs canaux, conduites, meules, réservoirs à eau, etc., sont encore en place. Le tourisme prenant une part importante dans l'économie locale, un parcours de randonnée pédestre de quatorze kilomètres a été créé pour permettre leur redécouverte par le public.
Une promenade pédestre dans la gorge permet de visiter les ruines de moulins (XVe et XIXe siècle) de conception originale (arbre vertical et fonctionnement par éclusées pour utiliser au mieux l'eau rare de cette région).